# Fleischverarbeitungsbetrieb der Konsumgenossenschaft „Vorwärts“ (Dresden)

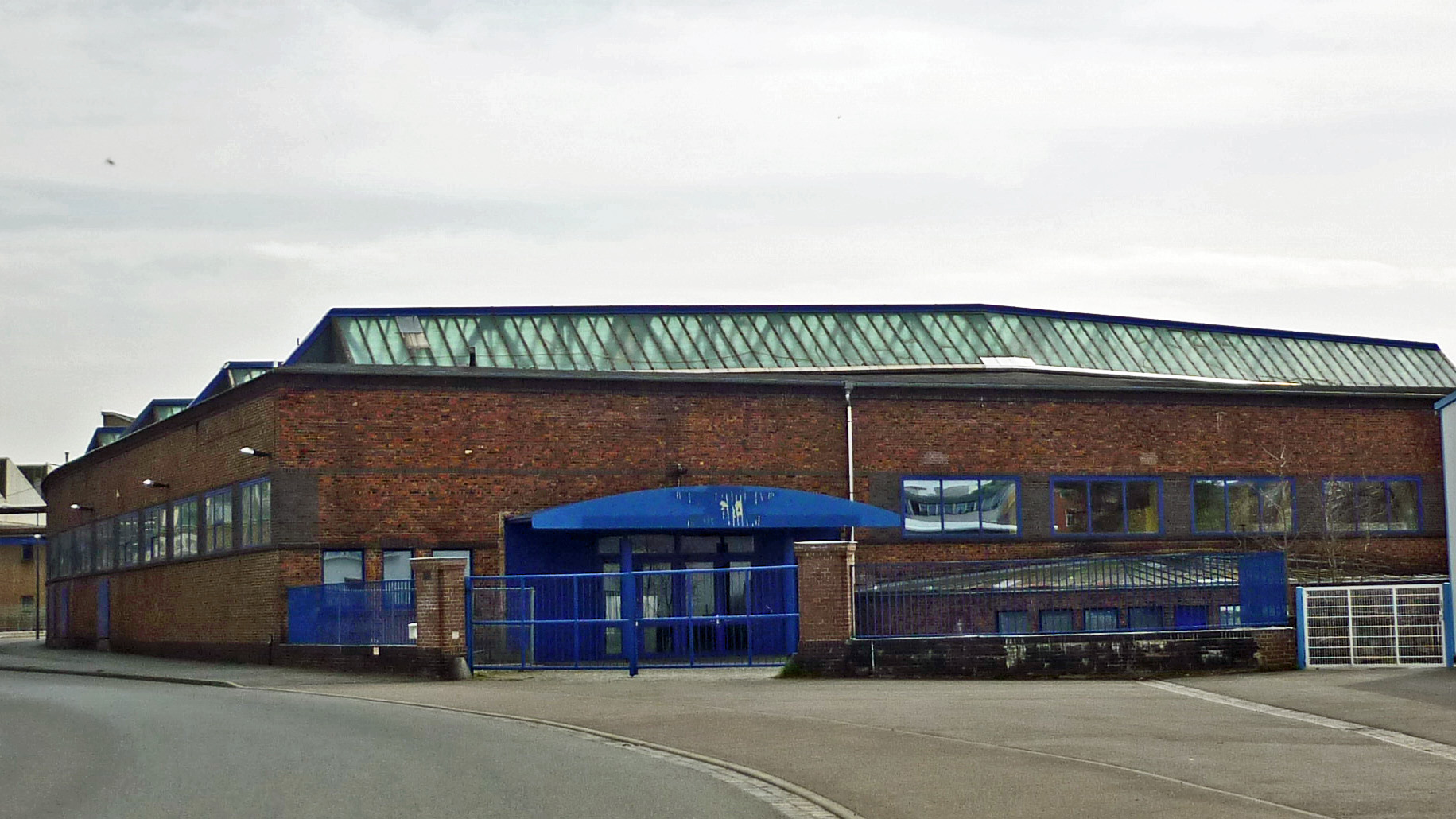
Wagenhalle (Architekt: Karl Schmidt)

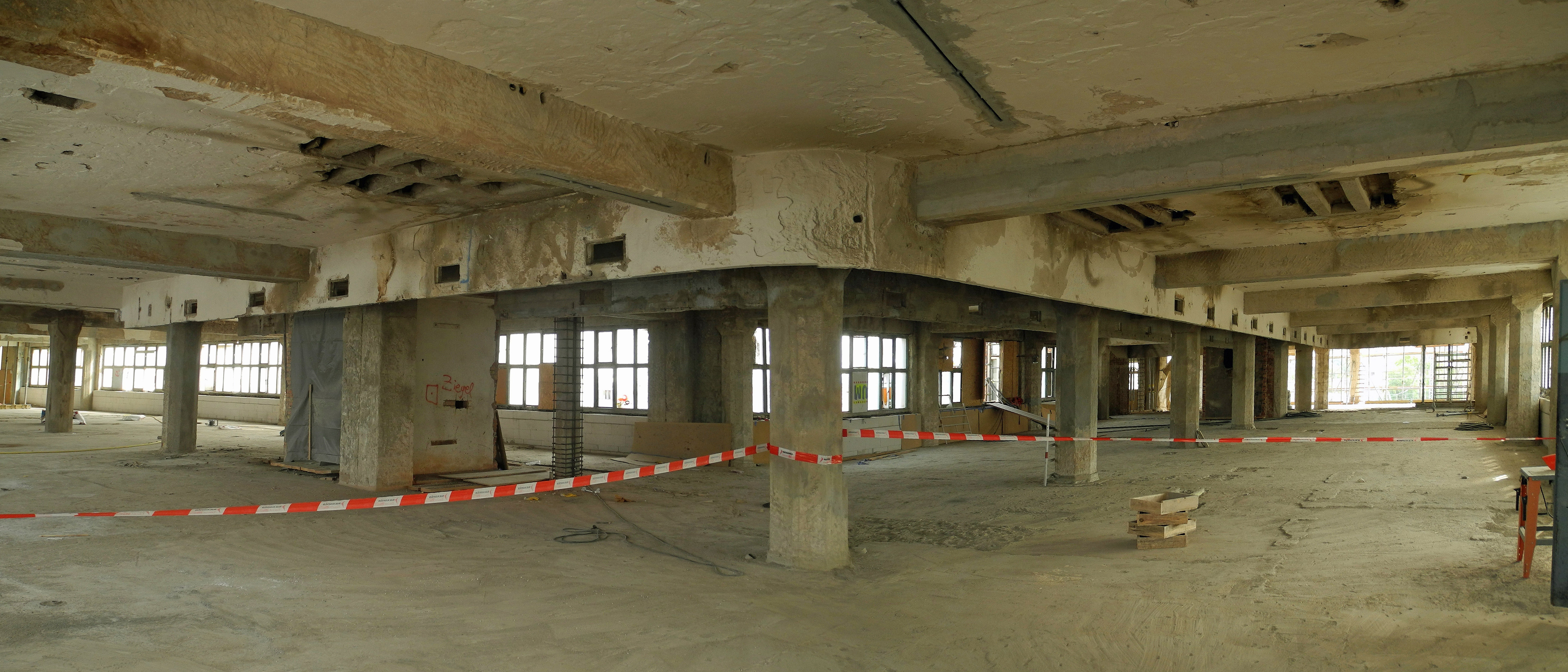
Konsumgenossenschaft-Vorwärts innen vor der Sanierung

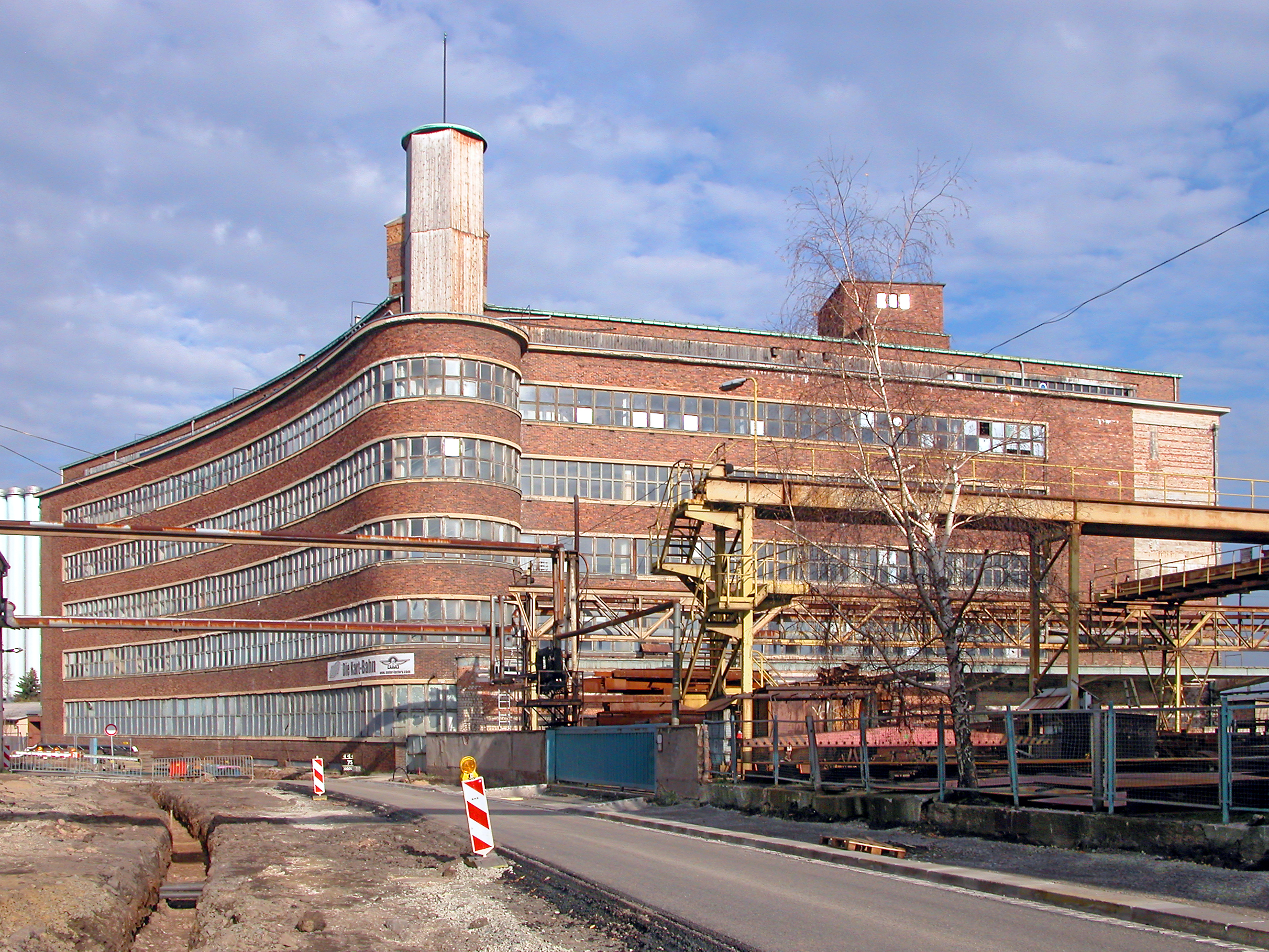
Konsumgenossenschaft-Vorwärts, Straßenseite

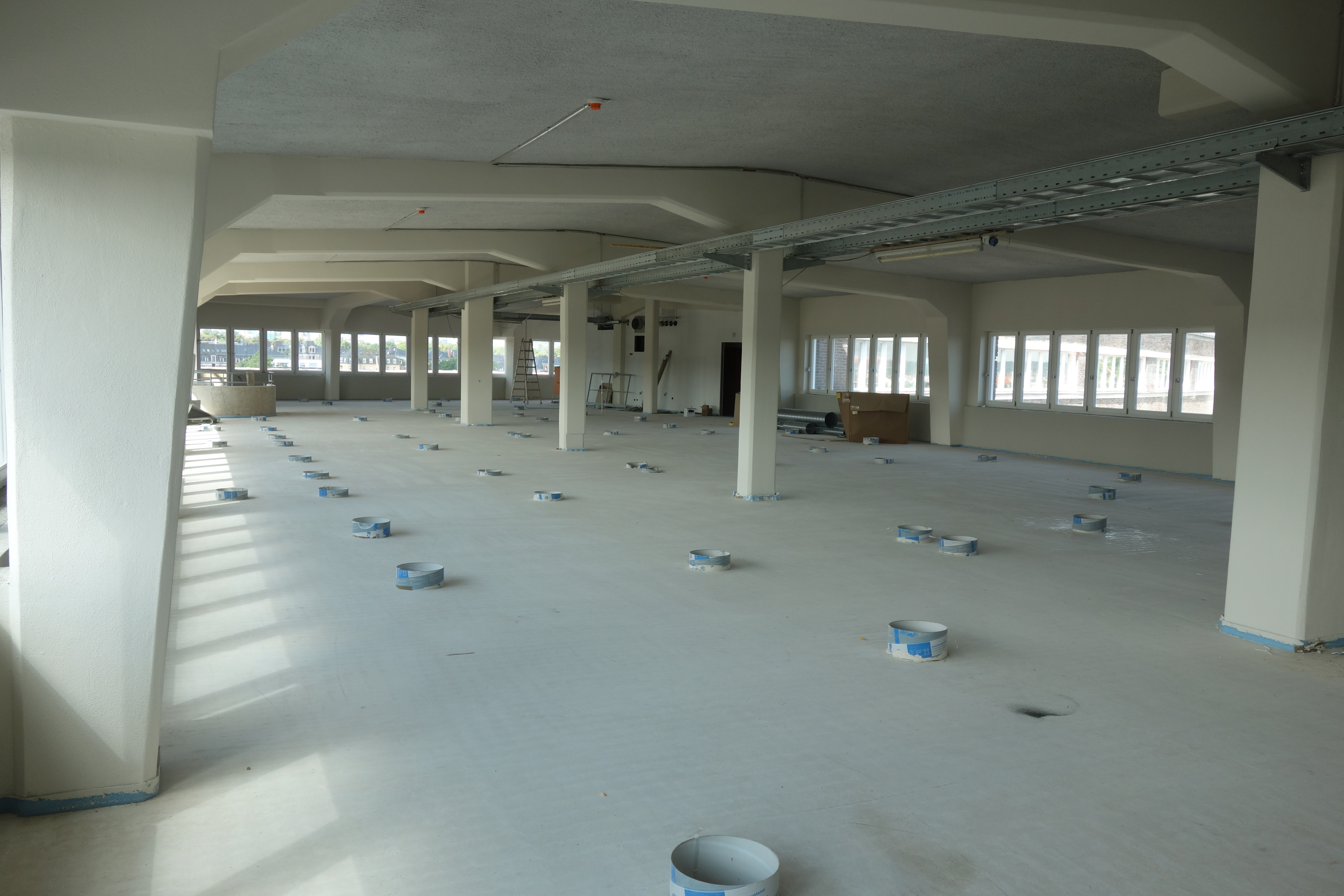
Konsumgenossenschaft-Vorwärts innen nach der Sanierung

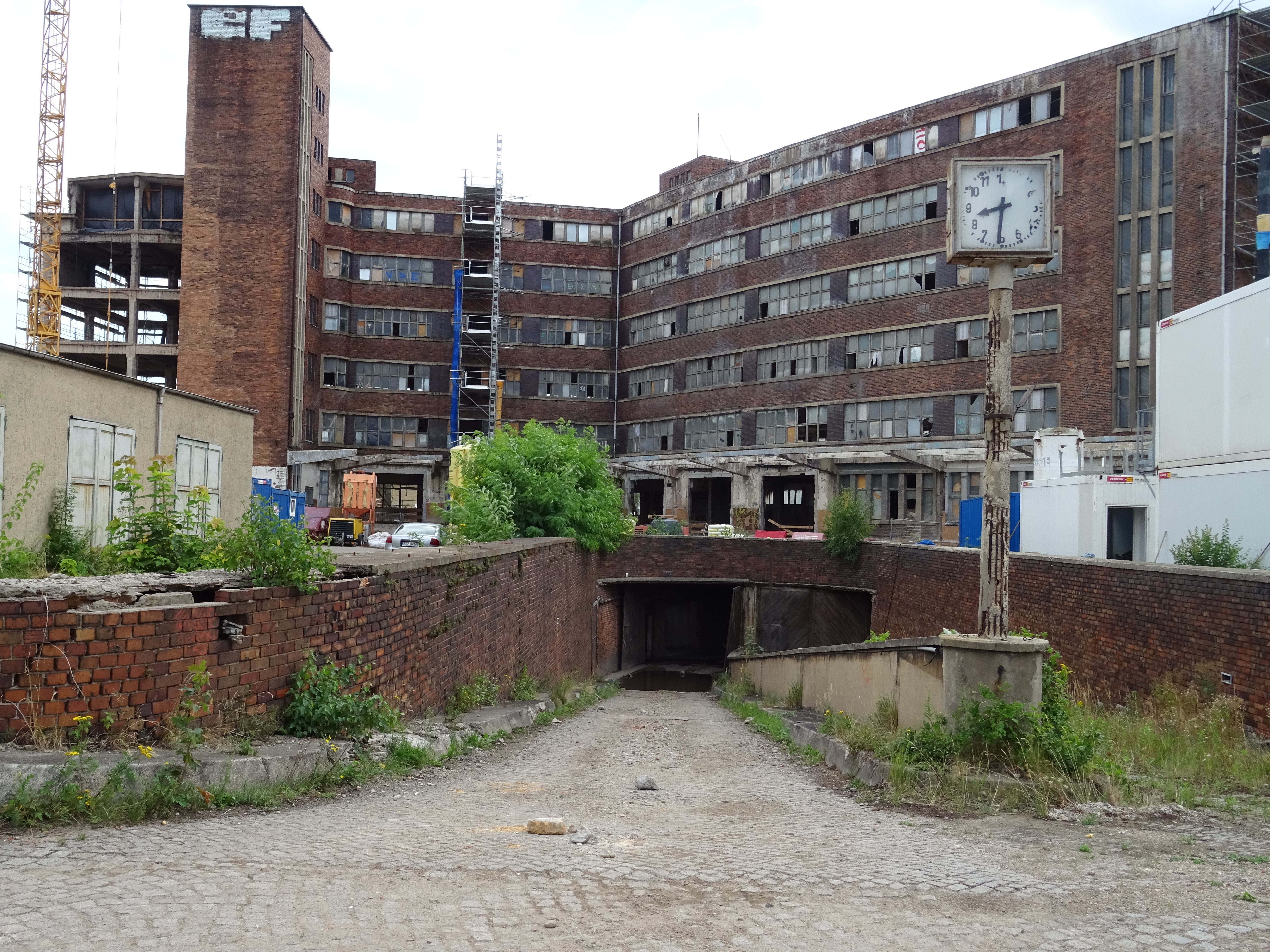
Konsumgenossenschaft-Vorwärts, Einfahrt

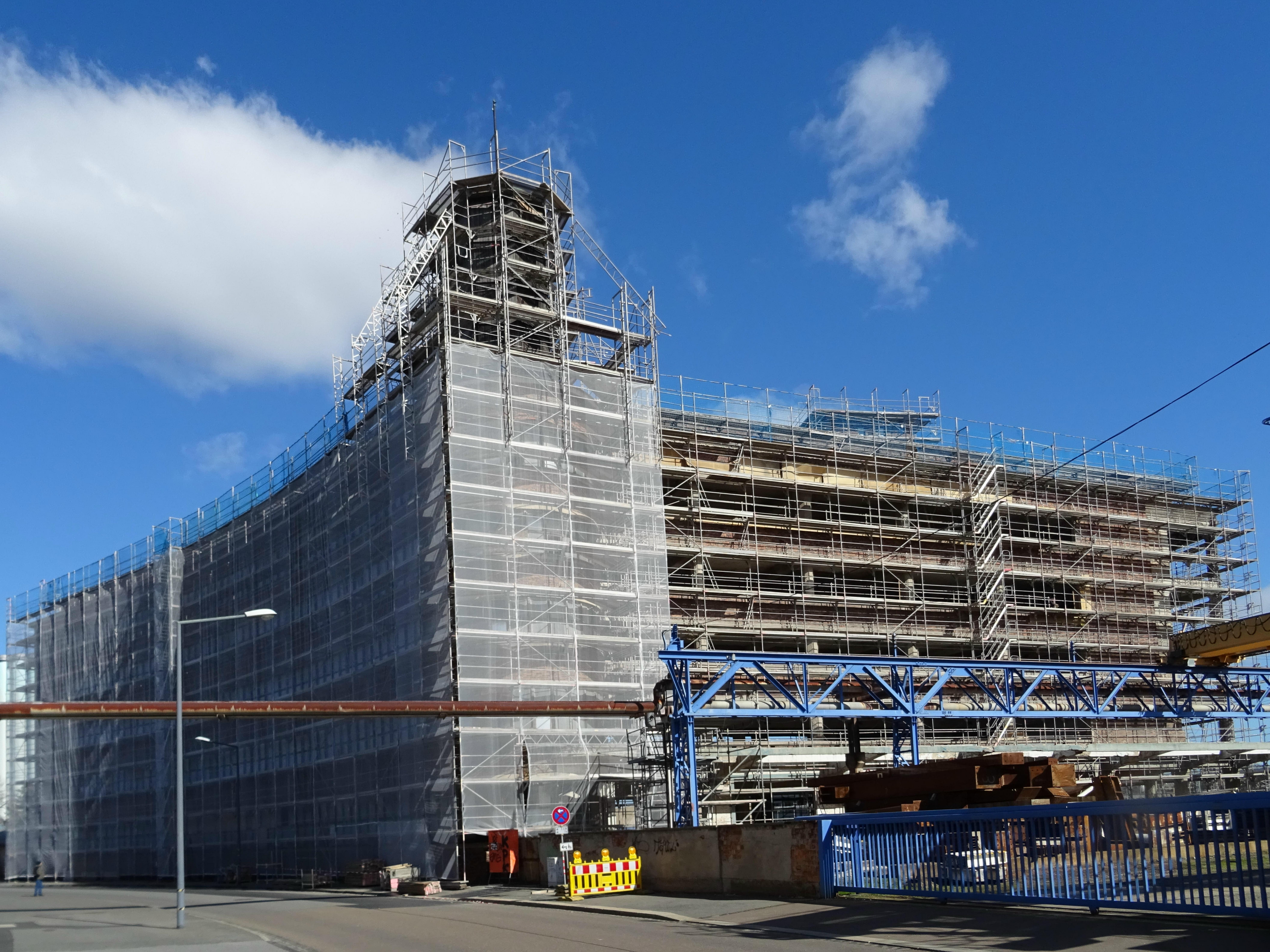
Konsumgenossenschaft-Vorwärts, Straßenseite

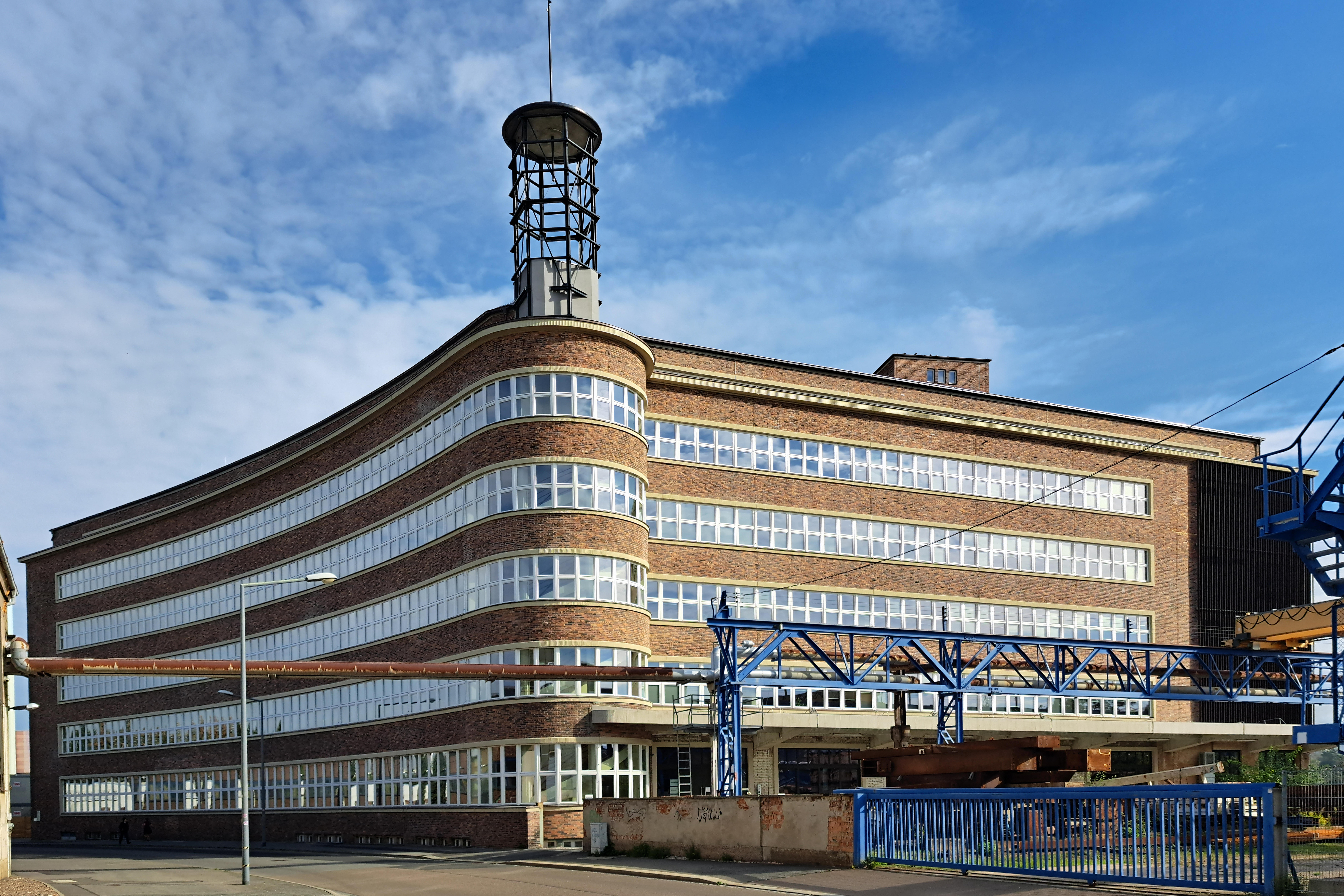
Nach der Sanierung 2022, Straßenseite

Der ehemalige Fleischverarbeitungsbetrieb der Konsumgenossenschaft „Vorwärts“ befindet sich an der Fabrikstraße 13 in Dresden. Der von 1927 bis 1930 nach der Planung des Architekten Kurt Bärbig erbaute Gebäudekomplex stellt nur einen Teil einer ursprünglich weitaus größer und komplexer konzipierten Fabrikationsanlage für die Nahrungsmittelproduktion mit Bäckerei, Brauerei und Brennerei dar. Die Fertigstellung weiterer Bauteile wurde durch die Inflation in Deutschland verunmöglicht. 1931 wurde nach Plänen des Architekten Karl Schmidt eine Großgarage sowie ein Kessel- und Maschinenhaus zur Energiegewinnung für die Produktion realisiert. Nach schweren Kriegsschäden wurde 1945 der von Bärbig errichtete Teilkomplex verändert wiederaufgebaut und bis 1988 genutzt. Nach dem Leerstand wurde es 1995 entkernt. Der Gebäudekomplex wurde als Industriedenkmal Denkmalschutz eingestuft und bis 2020/21 aufwendig saniert.

## Der Gebäudekomplex
Der monumentale Industriebau ist ein herausragendes Beispiel für die Architektur der Neuen Sachlichkeit in Dresden.
Der Gebäudekomplex besteht aus zwei sechsgeschossigen winklig zueinander angeordneten Flügeln eines Stahlbetonskelettbaus, die mit roten Klinkern verkleidet sind. Beide Gebäudeteile schließen sich an der Südwestecke an einen achtgeschossigen Treppenhausturm an. Das westliche Gebäude folgt in einer konkaven Kurve dem Straßenverlauf zur Straßenseite hin. Durchgehende Fensterbänder und ein umlaufendes Gesims prägen die Fassade des Bauwerks. Der Treppenhausturm wird von einem nachts beleuchteten sechseckigen Glasturm bekrönt, der ursprünglich als Werbeträger im Stadtraum diente. 
Die besondere Funktionalität des Bauwerkes zeigt sich in der besonderen Art der Belieferung und des Abtransportes durch unterirdische Verbindungen in Form von Garagen, Durchfahrten und Stellplätzen. Sowohl Straßenfahrzeuge als auch ein Eisenbahnanschluss erlaubten eine unterirdische Zufahrt zur Wagenhalle auf der gegenüberliegenden Straßenseite. So war es möglich, bis zu drei zweiachsige Kühlwagen von der Gattung Ibbs / Ibbgs der Reichsbahn zu Ent- bzw. Beladen. Der 12.000 Quadratmeter große Komplex beherbergte zudem die Verwaltungsbereiche. 
Ab den 1970er Jahren verringerte sich die Fleischproduktion, zumal auch die notdürftige Instandsetzung der Kriegsschäden baufällig wurden, sodass die Produktion teils wieder in den Schlachthof Dresden überging. Nach dem Leerstand setzte der weitere Verfall ein, welche nun auch die Stahlbetonskelettbauweise angriff. Besonders die oberen Stahlbetondecken wurden marode und einsturzgefährdet. Die gesamte obere Tragkonstruktion wurde baufällig. 
Die streng angesetzten Denkmalschutzauflagen erschwerten es, einen Investor zu finden. Dazu wurde ein neues Nutzungskonzept durch die TU Dresden mitentwickelt. Im Jahr 2012 erarbeitete Thomas Baumann mit einer Diplomarbeit die Umnutzung zum Technologie- und Gründerzentrum. Im Jahr 2017 erwarb die Berliner Firma Genesis Macellum GmbH & Co. KG den Gebäudekomplex und ließ es ganzheitlich und mit erhöhtem Aufwand denkmalgerecht sanieren. Das neue Nutzungskonzept ist als Gründerzentrum und Büro- und Schulungsgebäude konzipiert. Einer der neuen Mieter ist das Wohnungsunternehmen Vonovia hat dort eine Kundenservice-Zentrale.
Das unter Denkmalschutz stehende Hauptportal auf der Rosenstraße wurde Ende der 1990er Jahre illegal abgerissen. An dieser Stelle befindet sich heute die zweispurige Zufahrt zu einer Filiale des Veolia Umweltservice. Im Jahr 2003 wurde die leerstehende Wagenhalle auf der gegenüber liegenden Straßenseite saniert und als Go-Kart-Bahn Motor-Factory | Kart- und Erlebniswelt genutzt.